# 树丛芦荟
树丛芦荟是阿福花科芦荟属的一种常绿灌木，原产非洲南部的博茨瓦纳、南非、马拉维、莫桑比克、斯威士兰、津巴布韦。也叫大芦荟，日语称木立芦荟（木立アロエ；“木立”在日语中是树丛的意思）。种加词的意思是像树一样。

## 亚种
- 树丛芦荟
- 布法罗河（英语：Buffalo River (KwaZulu-Natal)）芦荟